# Khākīān
Khākīān är en ort i Iran.   Den ligger i provinsen Gilan, i den nordvästra delen av landet, 260 km nordväst om huvudstaden Teheran. Khākīān ligger 12 meter över havet och antalet invånare är 347.
Terrängen runt Khākīān är platt. Runt Khākīān är det ganska tätbefolkat, med 120 invånare per kvadratkilometer. Närmaste större samhälle är Fūman, 7,7 km söder om Khākīān. Trakten runt Khākīān består till största delen av jordbruksmark.